# 学校法人桃山学院
学校法人桃山学院（がっこうほうじんももやまがくいん、英語: Momoyama Gakuin）は、大阪府和泉市に本部をおく学校法人である。桃山学院大学など日本聖公会系のキリスト教主義学校（ミッションスクール）を運営している。

## 沿革

### 年表
- 1884年 英国聖公会宣教協会の宣教師チャールズ・F・ワレンたちによって現在の大阪市西区の川口外国人居留地に「三一小学校（Boys' School）」と三一神学校を開学[1]。三一小学校の開校当初の校長はジョージ・ポールが務めた[2]。
- 1890年 大阪市西区江戸堀に中等教育機関「高等英学校」を創立。東成郡天王寺村に移転。
- 1893年 本田増次郎が副校長に就任し、認可中学校に向けての整備を進める[1]。
- 1895年 桃の名所であったことから、現在の名称である「桃山学院」を名乗る[1]。翌年に「桃山学校」と改称。
- 1897年 三一小学校と合併。
- 1902年 当時の中学校令に基づく（旧制）「桃山中学校」に改称。男子校。大阪で最初の私立中学校となる[1]。
- 1907年 浅野勇が初の日本人校長として就任（浅野は高等英学校の卒業生で、1917年に帝塚山学院の理事になり、1947年には松蔭女子専門学校の初代校長となった）[3][4]
- 1912年 田辺村（現・阿倍野区昭和町）に移転[1]。現在も桃山学院中学校・高等学校がある昭和町キャンパス(東成郡天王寺村・1925年から大阪市住吉区・1943年から大阪市阿倍野区)に移転
- 1927年 英国聖公会宣教協会は桃山学院を日本聖公会に移管することを決定[1]
- 1945年 大阪大空襲により昭和町キャンパス焼失（1949年新校舎再建）[1]
- 1947年 新制桃山中学校を発足する。男子校。
- 1948年 財団法人「桃山学院」となる。新制桃山高等学校を発足する。男子校。
- 1949年 桃山学院中学校・高等学校と改称
- 1951年 学校法人桃山学院となる。
- 1959年 昭和町キャンパスに桃山学院大学を開学。共学。
- 1966年 桃山学院大学第2のキャンパスとなる堺市の登美丘キャンパス完成
- 1971年 桃山学院大学が堺市の登美丘キャンパスに完全移転
- 1973年 愛媛県新居浜市に桃山学院短期大学を開学。共学。
- 1990年 桃山学院短期大学を閉学
- 1974年 桃山学院中学校を閉学
- 1995年 桃山学院大学第3のキャンパスとなる和泉市の和泉キャンパスが完成し、大学が全面移転
- 2001年 高校の一部コースが共学となり、高校に初の女子が入学。2011年以降は「文理コースアスリートクラス」以外は共学。
- 2008年 桃山学院中学校を再開。共学。
- 2018年 学校法人プール学院が運営するプール学院大学を引き継ぎ、桃山学院教育大学を設置。
- 2023年 桃山学院大学と桃山学院教育大学が統合し、 現在の桃山学院教育大学人間教育学部を2025年4月に、桃山学院大学の新たな学部として設置する（予定）。[5]

## 設置されている大学・学校

### 大学
- 桃山学院大学
- 桃山学院教育大学

### 中高一貫校
- 桃山学院中学校・高等学校

### 過去にあった学校
- 桃山学院短期大学
- 桃山学院短期大学附属幼稚園